# Хайдут кая
„Скалното светилище Хайдут кая“ е разположено западно от махала „Ряката“, в землище на с.Мостово (Област Пловдив) сред скалите на платото в едноименната местност.

## Откритие
Светилището е регистрирано през 2004 г. при теренните обходи в района на светилищата Беланташ и Караджов камък от българския археолог доц.Иван Христов.

## Описание и особености
Върхът „Хайдут кая“ представлява скално плато с отвесни скали от всички страни. Платото е наклонено на север и достъпно през стар път идващ от североизток. В най-високата южна част на върха са документирани изсечи скални ями и фрагменти от тракийска керамика, които подсказват наличието на култово място сред скалите.
Хайдут кая попада в обособен микрорайон, чийто култов център вероятно е било светилището Беланташ. Към цялостната поселищна картина в тази част на планината попада и регистрираното тракийско селище в м. Чотрова махала, няколко единично разположени надгробни могили и пещерата „Топчика“, разположена в долината на р.Сушица, за която Мечислав Домарадски допуска да е използвана и за култови нужди.
Светилищата в тази част на планината попадат в район, който попада границата между две етнически територии. Едната територия обхваща Източните Родопи, а другата – „по-високите“ части на планината, която в писмените извори се свързва с етнонима на племената Сатри и Беси.
Според доц. Христов на практика при светилищата от рида Дърбаш се забелязват няколко нива на почитане на скалата. Първото ниво е т.нар. „долна“ култова площадка в подножието на скалите. Следва преход към „високата“ част на скалите – „възкачване“ по изсечени стъпала, какъвто е случаят при Караджов камък, Ин кая и Хайдут кая. Следват малки скални изсичания, дело на човешка ръка, и по-големи естествени скални ями, запълнени с дарове.